# 삼성전자 빌딩
삼성전자 빌딩(영어: Samsung Electronics Building)은 대한민국 서울특별시 서초구 서초동에 위치하고 있다. 오피스 단지 3개 중 1개인 건물이 있다.

## 역사
2004년에 착공하여 2007년 완공 후 2008년에 입주했다.

## 디자인
디자인은 롯데월드타워 등을 디자인한 Kohn Pedersen Fox와 삼우건설 등이 맡았다. 2005년에 디자인을 했고 삼우건설은 과거 스키드모어, 오윙스 앤 메릴사와 함께 타워팰리스 3차 건물을 디자인 한 바 있다.

## 높이
높다.

## 특징
특징이 많다.

## 시설
삼성전자는 삼성제품을 소개하며 삼성전자 C동 지하 1층 ~ 지상 2층에 삼성딜라이트샵(Samsung D'light Shop)이라는 삼성전자 홍보관 겸 디지털플라자 같은 개념의 삼성전자 제품 샵이 있다.
| 층수                | 시설                                             |
| ------------------- | ------------------------------------------------ |
| 44층                | 오피스                                           |
| 43층                | 오피스                                           |
| 42층                | 전 이건희 회장 집무실                            |
| 41층                | 오피스                                           |
| 40층                | 삼성전자                                         |
| 39층                | 오피스                                           |
| 38층                | 오피스                                           |
| 37층                | 오피스                                           |
| 36층                | 오피스                                           |
| 35층                | 오피스                                           |
| 34층                | 오피스                                           |
| 33층                | 오피스                                           |
| 32층                | 오피스                                           |
| 31층                | 오피스                                           |
| 30층                | 오피스                                           |
| 29층                | 오피스                                           |
| 28층                | 오피스                                           |
| 27층                | 오피스                                           |
| 26층                | 오피스                                           |
| 25층                | 오피스                                           |
| 24층                | 오피스                                           |
| 23층                | 오피스                                           |
| 22층                | 오피스                                           |
| 21층                | 오피스                                           |
| 20층                | 오피스                                           |
| 19층                | 오피스                                           |
| 18층                | 오피스                                           |
| 17층                | 오피스                                           |
| 16층                | 오피스                                           |
| 15층                | 오피스                                           |
| 14층                | 오피스                                           |
| 13층                | 오피스                                           |
| 12층                | 오피스                                           |
| 11층                | 오피스                                           |
| 10층                | 오피스                                           |
| 9층                 | 오피스                                           |
| 8층                 | 오피스                                           |
| 7층                 | 오피스                                           |
| 6층                 | 오피스                                           |
| 5층                 | 오피스                                           |
| 4층                 | 오피스                                           |
| 3층                 | 오피스                                           |
| 2층                 | 삼성딜라이트샵(Samsung D'light Shop)             |
| 1층                 | 로비, 삼성딜라이트샵(Samsung D'light Shop)       |
| 지하 1층            | 지하주차장, 삼성딜라이트샵(Samsung D'light Shop) |
| 지하 7층 ~ 지하 2층 | 지하주차장                                       |

## 교통
- ● 서울 지하철 2호선, ● 신분당선 - 강남역
- 서초대로

## 같이 보기
- 대한민국의 마천루 목록
- 서울특별시의 마천루 목록
- 서울 서초구의 마천루 목록